# Carlos Andrade (baloncestista)
Carlos Eduardo Fernandes Vieira de Andrade (Isla de Sal, 27 de abril de 1978) es un exjugador de baloncesto que actuaba como alero. Es el hermano menor de Mery Andrade, que jugó en la WNBA.

## Trayectoria
Carlos Andrade debutó en el Portugal Telecom (entre 1996 y 2000), posteriormente jugó en el Universidad de Queens (2000- 2003), en Estados Unidos, durante dicho período el equipo universitario consiguió estar en la Final Four de la NCAA 2. Más tarde volvería a su Portugal para jugar en el Porto Ferpinta (2003-2004) y el Atlético de Queluz (2004-2005), año en el que consiguió tener la nacionalidad portuguesa, el Skyliners Fráncfort (2005-2006) en Alemania y el Sport Lisboa e Benfica (2006-2007) en donde promedió 10,4 puntos y 4,5 rebotes.
En 2007 ficha por el Bruesa GBC por dos temporadas, sin embargo se lesionó durante la pretemporada rotura de fibras en el gemelo, la cual le hizo perder los primeros siete partidos de la temporada regular y no poder estar su nivel, el mismo se sintió así y en cuatro de los partidos del final de temporada mejoró el nivel y fue el mejor en la Final Four disputada en Cáceres en donde fue el mejor de su equipo al anotar 16 puntos al Leche Rio Breogán en la semifinal y 10 puntos ante el Tenerife en la final. En vista del buen nivel mostrado en dicha Final Four Bruesa decidió mantener al jugador durante la siguiente temporada, su comienzo de temporada no fue tampoco bueno y, a mitad de temporada, era uno de los trece jugadores que tenía valoración negativa, a pesar de que el equipo estuviese en buena forma en ese momento, además de conseguir mantenerse, por primera vez en su corta historia en la Liga ACB.
A pesar de decir Pablo Laso, entrenador del Bruesa, que quería contar para la temporada 2008/2009, se quedó sin equipo y volvió a Portugal para jugar en el Porto Ferpinta, club con el que consiguió ganar la liga Portuguesa en la temporada 2010/2011.

## Palmarés
- Fue elegido para formar parte del All Star Game sub-24 en 1997/98
- Participó en el All Star Game sub-24 en 1999/00
- Ganó tres veces la liga de baloncesto de Portugal: con el Porto Ferpinta en 2004 y 2011, y con el Atlético de Queluz en 2005.
- Participó en el All Star Game en 2007/08.

## Selección nacional
No pudo participar en el Eurobasket de Madrid de 2007 debido a una rotura de fibras en el gemelo, sin embargo su selección no lo notó y consiguió se novena, su mejor puesto hasta el momento. Aunque durante el 2008 no contó para el seleccionador nacional protugués, participó en las eliminatorias del Eurobasket 2009. También fue convocado para el Eurobasket de 2011, aunque estuvo y fue duda para participar en él, consiguió participar tras eliminar en la fase previa a Hungría icluyéndose en el Grupo A.

## Características
Según el periodista Nacho García es jugador "Fibroso, rápido y saltarín. Aunque no cuente con un buen porcentaje de tiro exterior, puede cambiar el curso de un partido con su espontaneidad".